# B集團軍
B集團軍（德語：Heeresgruppe B）是第二次世界大戰中，納粹德國德意志國防軍下的一個集團軍。

## 歷史
1940年，B集團軍首次組建參加了法國戰役，擔任佔領荷蘭和比利時的角色，並引誘盟軍主力部隊進入比利時，讓德軍主力的A集團軍給予決定性的一擊。在1940年夏季B集團軍約有300,000人。
B集團軍第2次組建是在1942年夏季，德軍將東線戰場上的南方集團軍分割為A集團軍與B集團軍。負責在隨後的藍色行動中掩護A集團軍的北方側翼，包括由B集團軍麾下的第6軍團發起的史達林格勒戰役。1943年二月，B集團軍與頓河集團軍重新合併編組為新的南方集團軍。
1943年7月B集團軍再次組建於義大利北部，並由埃爾溫·隆美爾負責指揮。其任務為在墨索里尼被推翻後，負責防衛北義大利並執行軸心方案以解除義大利軍隊的武裝。隨後在凱塞林的C集團軍於羅馬南方守住冬季防線，且墨索里尼主導的義大利社會共和國成立後，B集團軍於1943年11月26日移往法國北部。1944年6月，B集團軍參與了諾曼第戰役。
1944年7月19日，君特·馮·克魯格元帥接替了負傷的隆美爾，緊接著8月17日，在B集團軍有可能完全被盟軍包圍的法萊斯包圍戰中，克魯格元帥遭到撤換並被召回柏林，由瓦爾特·莫德爾元帥接替B集團軍指揮官，克魯格元帥隨後於8月19日因受到7月20日密謀案的牽連而在恐懼中自殺。而後B集團軍在越過塞納河後成功逃脫，但仍損失了約六萬人及大量的裝備。
在B集團軍移動到低地國後，莫德爾將總部設於安恆附近的奧斯特貝克。然而9月17日盟軍展開市場花園行動，總部所在地頓時成為前線，莫德爾錯以為盟軍目標是他而倉皇撤離。隨後1944年冬季，集團軍發動了突出部之役，但以失敗告終。隔年，集團軍在魯爾包圍戰中被包圍於德國北部，並被切割成數個區域。最後一支部隊於1945年4月21日向盟軍投降，前後合計約320000人被俘。同一天莫德爾自殺以逃避蘇聯將對其於東線戰場上的罪行之究責。

## 歷任指揮官
第1次組建（西線）
| 任次 |                | 指揮官                            | 就职           | 离职          | 任职时间 |
| ---- | -------------- | --------------------------------- | -------------- | ------------- | -------- |
| 1    | 費多爾·馮·波克 | 元帥 費多爾·馮·波克 （1880–1945） | 1939年10月12日 | 1941年6月22日 | 1年8个月 |

第2次組建（東線）
| 任次 |                        | 指揮官                                    | 就职      | 离职      | 任职时间 |
| ---- | ---------------------- | ----------------------------------------- | --------- | --------- | -------- |
| 1    | 馬克西米利安·馮·魏克斯 | 大將 馬克西米利安·馮·魏克斯 （1881–1954） | 1942年8月 | 1943年2月 | 6个月    |

第3次組建（北義大利、北法）
| 任次 |                | 指揮官                            | 就职          | 离职                     | 任职时间 |
| ---- | -------------- | --------------------------------- | ------------- | ------------------------ | -------- |
| 1    | 埃爾溫·隆美爾  | 元帥 埃爾溫·隆美爾 （1891–1944）  | 1943年7月14日 | 1944年7月19日 (嚴重負傷) | 1年5天   |
| 2    | 君特·馮·克魯格 | 元帥 君特·馮·克魯格 （1882–1944） | 1944年7月19日 | 1944年8月17日            | 29天     |
| 3    | 瓦爾特·莫德爾  | 元帥 瓦爾特·莫德爾 （1891–1945）  | 1944年8月17日 | 1945年4月21日†           | 247天    |

### 參謀長
西線戰場
- 1939年10月12日-1941年5月9日，漢斯·馮·薩爾穆特上將
- 1941年5月20日，漢斯·馮·格萊芬伯格（英语：Hans von Greiffenberg）上將

東線戰場
- 1942年8月–1943年5月20日，格奧爾格·馮·索登斯特恩（英语：Georg von Sodenstern）上將

## 作戰序列
| 日期                 | 轄下部隊                                                                                      |
| -------------------- | --------------------------------------------------------------------------------------------- |
| 第一次組建（西線）   |                                                                                               |
| 1939年11月           | 第4軍團、第6軍團、第18軍團                                                                    |
| 1940年5月            | 第6軍團、第18軍團                                                                             |
| 1940年6月            | 第9軍團、第6軍團、第4軍團、克萊斯特裝甲軍團（第22軍）                                         |
| 1940年7月            | 第7軍團、第4軍團                                                                              |
| 1940年8月            | 第7軍團、第4軍團、第6軍團                                                                     |
| 1940年9月            | 第18軍團、第4軍團、第6軍團                                                                    |
| 1941年1月            | 第18軍團、第4軍團、第17軍團、第二裝甲軍團、波蘭總督府轄下部隊指揮官                           |
| 1941年5月            | 第9軍團、第4軍團                                                                              |
| 第二次組建（東線）   |                                                                                               |
| 1942年8月            | 第2軍團、匈牙利、義大利第8軍團、第29軍、第6軍團、第4裝甲軍團                                  |
| 1942年9月            | 第2軍團、匈牙利第2軍團、義大利第8軍團、第6軍團、第4裝甲軍團                                   |
| 1942年10月           | 第2軍團、匈牙利第2軍團、義大利第8軍團、第4裝甲軍團、羅馬尼亞第3軍團、羅馬尼亞第4軍團          |
| 1942年11月           | 第2軍團、匈牙利第2軍團、義大利第8軍團、第4裝甲軍團、第6軍團、羅馬尼亞第3軍團、羅馬尼亞第4軍團 |
| 1942年12月           | 第2軍團、匈牙利第2軍團、義大利第8軍團                                                         |
| 1943年1月            | 第2軍團、匈牙利第2軍團、義大利第8軍團、弗雷特-皮科特遣軍團                                    |
| 1943年2月            | 第2軍團、匈牙利第2軍團、義大利第8軍團、蘭茨特遣軍團                                           |
| 第三次組建（義大利)  |                                                                                               |
| 1943年9月            | 第51軍、親衛隊第2軍、第87軍                                                                   |
| 第四次組建（西北歐） |                                                                                               |
| 1943年12月           | 根據丹麥的國防軍最高統帥部部署                                                                |
| 1944年5月            | 第7軍團、第15軍團、在荷蘭的國防軍指揮部官                                                     |
| 1944年6月            | 第7軍團、第15軍團、在荷蘭的國防軍指揮部官、西部裝甲軍團                                       |
| 1944年8月            | 第1軍團、第5裝甲軍團、第7軍團、第15軍團、在荷蘭的國防軍指揮部官                               |
| 1944年9月            | 第7軍團、空軍第1空降軍團、第15軍團                                                            |
| 1944年11月           | 第7軍團、第5裝甲軍團、斯圖登特軍團                                                            |
| 1944年12月           | 第7軍團、第5裝甲軍團、第6裝甲軍團                                                             |
| 1945年1月            | 第7軍團、第5裝甲軍團、第6裝甲軍團、第15軍團                                                   |
| 1945年2月            | 第7軍團、第5裝甲軍團、第15軍團                                                                |
| 1945年4月            | 第15軍團、第5裝甲軍團、馮·呂特維茨特遣軍團                                                    |

## 註記
1. ↑  座車被盟軍戰機掃射身亡
2. ↑  受7月20日密謀案牽連自殺
3. ↑  受7月20日密謀案牽連自殺
4. ↑  為避免被俘而自殺